# Stüdenitz-Schönermark
Stüdenitz-Schönermark est une commune allemande de l'arrondissement de Prignitz-de-l'Est-Ruppin, Land de Brandebourg.

## Géographie
La commune comprend les quartiers de Schönermark et Stüdenitz.
|         | Kyritz                |              |
| Breddin | Stüdenitz-Schönermark |              |
|         |                       | Zernitz-Lohm |

Stüdenitz-Schönermark se trouve sur la ligne de Berlin à Hambourg.

## Histoire
La commune est créée le 31 décembre 2001 à la suite de la fusion volontaire des communes Schönermark et Stüdenitz.

## Personnalités liées à la commune
- Karl Wilhelm Penzler (1816–1873), pasteur
- Eva Hoffmann-Aleith (1910-2002), pasteure

## Source, notes et références
- (de) Cet article est partiellement ou en totalité issu de l’article de Wikipédia en allemand intitulé « Stüdenitz-Schönermark » (voir la liste des auteurs).